# Isozoanthus sulcatus
Isozoanthus sulcatus is een Zoanthideasoort uit de familie van de Parazoanthidae. De wetenschappelijke naam van de soort werd in 1859 voor het eerst geldig gepubliceerd door Gosse.

## Beschrijving
Isozoanthus sulcatus is een kleine koloniale, anemoonachtige bloemdier die voorkomt in Europese wateren. De poliepen groeien tot 2 mm in diameter en worden gevonden in plekken met een doorsnede van ongeveer 50 mm. Het lichaam is lang en dun met een tentakel-geringde mond. Deze soort is olijf-chocoladebruin van kleur met bleke tentakelpunten. Het produceert typisch kolonies van ongeveer 50 of meer individuen met concentraties van 3,7 tot 17 per cm². Individuele poliepen kunnen elk 16-30 tentakels hebben en worden gekenmerkt door hun bruine kleur, dankzij de aanwezigheid van symbiotische fotosynthetische zoöxanthellen die erin leven. Deze soort is ook uniek vanwege zijn gestreepte coenenchym die de individuen met elkaar verbindt. Ze hebben meestal een diameter van 2-3 mm en een hoogte van 5-10 mm.

## Verspreiding
Deze soort komt voor in het noordoostelijke deel van de Atlantische Oceaan, aan de zuidwestkust van Engeland en Wales en aan de zuid-, west- en noordkust van Ierland. Isozoanthus sulcatus wordt ook vaak aangetroffen in gematigde wateren aan de westkust van Frankrijk, maar kan tot aan de zuidwestkust van Noorwegen worden gevonden. Ze leven van het intergetijdengebied tot ongeveer 42 meter in het sublitoraal op horizontaal met slib bedekt substraat, lege schelpen van weekdieren en zelfs in rotsachtige intergetijdenpoelen als epibiont. Vanwege hun grootte en gewoonten worden ze vaak gevonden door te duiken en te baggeren. 